# The King of Staten Island
The King of Staten Island es una película de comedia dramática estadounidense de 2020 dirigida por Judd Apatow, a partir de un guion de Apatow, Pete Davidson y Dave Sirus. Es protagonizada por Davidson, Marisa Tomei, Bill Burr, Bel Powley, Maude Apatow y Steve Buscemi, y sigue a un joven que debe rehacer su vida después de que su madre comienza a salir con un hombre nuevo que, al igual que su padre fallecido, es bombero.
La película se anunció como el próximo proyecto de Apatow a principios de 2019, y el elenco se unió en abril. La filmación tuvo lugar en la ciudad de Nueva York en junio y julio. La película ha sido llamada una versión "semi-biográfica" de la vida de Davidson, cuyo padre era un bombero de la ciudad de Nueva York que murió en servicio durante los ataques del 11 de septiembre y que ha tenido sus propias batallas con una enfermedad mental.
Originalmente pensada para ser estrenada en cines en los Estados Unidos, la película fue lanzada digitalmente a través de Premium VOD el 12 de junio de 2020 por Universal Pictures. Recibió reseñas generalmente positivas de los críticos, que elogiaron la actuación de Davidson y el manejo de Apatow del tema maduro, pero criticaron su extensión.

## Reparto
- Pete Davidson como Scott Carlin
- Marisa Tomei como Margie Carlin
- Bill Burr como Ray Bishop
- Bel Powley como Kelsey
- Maude Apatow como Claire Carlin
- Steve Buscemi como Papa
- Ricky Velez as Oscar
- Pamela Adlon como Gina
- Jimmy Tatro como Bombero Savage
- Kevin Corrigan como Joe
- Domenick Lombardozzi como Bombero Lockwood
- Mike Vecchione como Bombero Thompson
- Moisés Arias como Igor
- Carly Aquilino como Tara
- Lou Wilson como Richie
- Derek Gaines como Zoots
- Pauline Chalamet como Joanne
- Colson Baker como Tattoo Gun Kelly
- Mario Polit como Rivera
- Luke David Blumm como Harold Bishop
- Colton Morrow-Merrill como Scooter
- Robert Smigel as Alan Moskowitz
- Action Bronson como Víctima
- Keith Robinson como Guarda de Seguridad
- Rich Vos como Esposo en el Restaurante
- Anthony Lee Medina como Cita de Kelsey
- Bonnie McFarlane como Esposa en el Restaurante

## Producción
El 29 de enero de 2019, se anunció que Universal Pictures estaba produciendo una nueva película dirigida por Judd Apatow y protagonizada por Pete Davidson. La película estaba programada para ser escrita por Apatow, Davidson y Dave Sirus con Apatow y Sirus también produciendo la película. Davidson llamó la atención de Apatow por primera vez mientras trabajaba en Trainwreck después de que Amy Schumer lo recomendara, y fue elegido para un cameo en esa película. La historia se basa en parte en la vida de Davidson, y describe cómo habría sido si no se hubiera convertido en comediante.
En abril de 2019, se agregaron al elenco Bel Powley, Bill Burr y Marisa Tomei. Maude Apatow y Pamela Adlon se unieron en mayo. En junio de 2019, Colson Baker, Jimmy Tatro, Ricky Velez, Steve Buscemi, Kevin Corrigan, Domenick Lombardozzi, Mike Vecchione, Moisés Arias, Lou Wilson y Derek Gaines se unieron al elenco de la película.
La fotografía principal comenzó el 3 de junio de 2019 en Staten Island y continuó durante junio y julio.

## Estreno
King of Staten Island tenía previsto su estreno mundial en South by Southwest el 13 de marzo de 2020, pero el festival fue cancelado debido a la pandemia de COVID-19. Se reprogramó su estreno en el Festival de Cine de Tribeca el 20 de abril de 2020, que también se canceló debido a la pandemia. Originalmente programada para un estreno en cines el 19 de junio de 2020, la película se estrenó digitalmente en los Estados Unidos y Canadá a través de Premium VOD el 12 de junio de 2020 debido a los cierres de salas de cine que comenzaron a mediados de marzo debido a las restricciones de la pandemia. Inicialmente estaba programada para estrenarse en unos 100 cines, en su mayoría autocines, comenzando el mismo día de su lanzamiento VOD, pero Universal Pictures cambió de idea después de consultar a los productores de la película.
La película se estrenó en los cines de los Países Bajos el 25 de junio de 2020, Francia el 22 de julio, Alemania el 30 de julio y España el 31 de julio.

## Recepción
The King of Staten Island recibió reseñas generalmente positivas de parte de la crítica y de la audiencia. En el sitio web especializado Rotten Tomatoes, la película posee una aprobación de 75%, basada en 290 reseñas, con una calificación de 6.9/10, y con un consenso crítico que dice: "El tono incierto y la longitud indulgente de The King of Staten Island embotan la capacidad de esta dramaturgia coming-of-age para encontrarse a sí misma, pero la conmovedora interpretación de Pete Davidson la mantiene unida." De parte de la audiencia tiene una aprobación de 83%, basada en más de 1000 votos, con una calificación de 4.0/5.
El sitio web Metacritic le dio a la película una puntuación de 67 de 100, basada en 50 reseñas, indicando "reseñas generalmente favorables". En el sitio IMDb los usuarios le asignaron una calificación de 7.1/10, sobre la base de 68 693 votos, mientras que en la página web FilmAffinity la cinta tiene una calificación de 6.4/10, basada en 3055 votos.